# Селинское
Селинское — село в городском округе Клин Московской области России, Решоткинский территориальный отдел (Решоткино, д. 57). Население — 176 чел. (2010).

## Население
| 1852 | 1859 | 1886 | 1890 | 1899 | 1926 | 2002 |
| ---- | ---- | ---- | ---- | ---- | ---- | ---- |
| 326  | ↗375 | ↘320 | ↗490 | ↗559 | ↘346 | ↘155 |
| 2006 | 2010 |      |      |      |      |      |
| ↗173 | ↗176 |      |      |      |      |      |

## География
Село Селинское расположено на северо-западе Московской области, в центральной части городского округа Клин, в 6 км к западу от Клина, по левому берегу реки Липни. В 3 км восточнее проходит Московское большое кольцо A108. Связано автобусным сообщением с окружным центром. В селе 4 улицы, зарегистрировано садоводческое некоммерческое товарищество (СНТ). Ближайшие населённые пункты — деревни Василево и Тетерино.

## История
В середине XIX века село Селинское 1-го стана Клинского уезда Московской губернии принадлежало действительному статскому советнику Дмитрию Николаевичу Маслову, в селе было 56 дворов, крестьян 164 души мужского пола и 162 души женского.
В «Списке населённых мест» 1862 года — владельческое село 1-го стана Клинского уезда по левую сторону Волоколамского тракта, в 6 верстах от уездного города и 27 верстах от становой квартиры, при колодцах, с 45 дворами, православной церковью и 375 жителями (185 мужчин, 190 женщин). В селе располагалось волостное правление.
В 1886 году насчитывалось 54 двора, проживало 320 человек, имелась школа.
В 1899 году село с 559 жителями являлось административным центром Селинской волости Клинского уезда.
По данным на 1911 год число дворов составляло 94, в селе имелись земское училище, помещичья усадьба, мельница и три чайные лавки, а также располагались волостное правление и квартира полицейского урядника.
По материалам Всесоюзной переписи населения 1926 года — административный центр Селинского сельсовета Давыдковской волости Клинского уезда, в 1,6 км от Клинско-Волоколамского шоссе и 6,4 км от станции Клин Октябрьской железной дороги; проживало 346 человек (156 мужчин, 190 женщин), насчитывалось 82 хозяйства, из которых 65 крестьянских, работала мельница и валяльная артель.
С 1929 года — населённый пункт Московской области в составе:
- Селинского сельсовета Клинского района (1929—1939);
- Селинского сельсовета Высоковского района (1939—1954);
- Некрасинского сельсовета Высоковского района (1954—1957);
- Некрасинского сельсовета Клинского района (1957—1958);
- Селинского сельсовета Клинского района (1958—1963, 1965—1994);
- Селинского сельсовета Солнечногорского укрупнённого сельского района (1963—1965);
- Селинского сельского округа Клинского района (1994—1995);
- Решоткинского сельского округа Клинского района (1995—2006)[20][21];
- городского поселения Клин Клинского района (2006—2017)[22];
- городского округа Клин (с 2017).

## Достопримечательности
Церковь Преображения Господня построена в 1831 году. Строительство было начато в 1823 году на месте старой деревянной церкви. В 1921—1923 годах иереем Преображенской церкви был Алексей Воробьёв, в 2000 году причисленный к лику святых как священномученик. Церковь относится к Клинскому благочинническому округу.
Недалеко от церкви установлен памятник воинам Советской армии — жителям Селинского и ближайших деревень, павшим в боях Великой Отечественной войны 1941—1945 гг.